# بريان باوتيستا
بريان باوتيستا (بالإسبانية: Bryan Bautista) هو لاعب كرة قدم أوروغواياني، ولد في 29 يناير 1997 في مونتفيدو في الأوروغواي. لعب مع بيلا فيستا.

## وصلات خارجية
- بريان باوتيستا على موقع قاعدة بيانات كرة القدم.إي يو (الإنجليزية)
- بريان باوتيستا على موقع Soccerway.com (الإنجليزية)